# Paraguay op de Olympische Zomerspelen 1984
Paraguay nam deel aan de Olympische Zomerspelen 1984 in Los Angeles, Verenigde Staten. Het was de vierde deelname van het Zuid-Amerikaanse land, dat vier jaar eerder ontbrak wegens de internationale boycot van "Moskou".

## Deelnemers en resultaten

### Atletiek
| Olympiër                                                                        | Discipline             | Resultaat | Prestatie |
| ------------------------------------------------------------------------------- | ---------------------- | --------- | --- |
| Francisco Figueredo                                                             | 800m (m)               | 48e       | serie 5: 7de in 1.52,22 |
| Francisco Figueredo                                                             | 1500m (m)              | DNS       | serie 3: niet gestart |
| Ramón López                                                                     | 5000m (m)              | 49e       | serie 3: 13de in 15.15,64 |
| Ramón López                                                                     | 10000m (m)             | DNF       | serie 1: niet gefinisht |
| Nicolás Chaparro                                                                | 110m horden (m)        | 23e       | serie 1: 6de in 15,51 |
| Nicolás Chaparro                                                                | 400m horden (m)        | 44e       | serie 3: 8ste in 56,98 |
| Ramón López                                                                     | 3000m steeplechase (m) | 33e       | serie 2: 12de in 9.36,36 |
| Nicolás Chaparro Óscar Diesel Claudio Escauriza Francisco Figueredo Ramón López | 4x100m (m)             | DNS       | niet gestart |
| Nicolás Chaparro Óscar Diesel Claudio Escauriza Francisco Figueredo Ramón López | 4x400m (m)             | DNS       | niet gestart |
| Oscar Diesel                                                                    | verspringen (m)        | 28e       | kwalificatie groep B: 12de met 6,78m |
| Oscar Diesel                                                                    | hink-stap-springen (m) | 28e       | kwalificatie groep B: 14de met 14,19m |
| Claudio Escauriza                                                               | tienkamp (m)           | 22e       | 100m: 26ste in 11,66 verspringen: 23ste met 6,51m kogelstoten: 7de met 14,10m hoogspringen: 24ste met 1,82m 400m: 26ste in 56,06 110m horden: 26ste in 17,51 discuswerpen: 3de met 47,76m polsstokhoogspringen: 21ste met 4,00m speerwerpen: 8ste met 64,16m 1500m: niet gefinisht totaal: 6546 punten |

### Boksen
| Olympiër           | Discipline | Resultaat | Prestatie                                                          |
| ------------------ | ---------- | --------- | ------------------------------------------------------------------ |
| Oppe Pinto         | -51kg (m)  | 9e        | 1ste ronde: W van BAH Seymour: 5-0 2de ronde: V van MAW Ayesu: 0-5 |
| Perfecto Bobadilla | -71kg (m)  | 17e       | 1ste ronde: vrij 2de ronde: V van ARG Ollo: 0-5                    |

### Judo
| Olympiër    | Discipline | Resultaat | Prestatie                                              |
| ----------- | ---------- | --------- | ------------------------------------------------------ |
| Max Narváez | -65kg (m)  | 20e       | 1ste ronde: vrij 2de ronde: V van FRA Alexandre: ippon |

### Schietsport
| Olympiër          | Discipline              | Resultaat | Prestatie             |
| ----------------- | ----------------------- | --------- | --------------------- |
| Alfredo Coello    | 25m snelvuurpistool (m) | 54e       | 522 punten: (249-273) |
| William Wilka     | 25m snelvuurpistool (m) | 46e       | 560 punten: (279-281) |
| Vicente Bergues   | skeet                   | 61e       | 168 punten            |
| Ricardo Tellechea | skeet                   | 67e       | 146 punten            |
| Olegario Farrés   | trap                    | 67e       | 144 punten            |
| Osvaldo Farrés    | trap                    | 68e       | 134 punten            |

Algerije · Amerikaanse Maagdeneilanden · Andorra · Antigua en Barbuda · Argentinië · Australië · Bahama’s · Bahrein · Bangladesh · Barbados · België · Belize · Benin · Bermuda · Bhutan · Birma · Bolivia · Bondsrepubliek Duitsland · Botswana · Brazilië · Britse Maagdeneilanden · Canada · Centraal-Afrikaanse Republiek · Chili · China · Chinees Taipei · Colombia · Congo-Brazzaville · Costa Rica · Cyprus · Denemarken · Djibouti · Dominicaanse Republiek · Ecuador · Egypte · El Salvador · Equatoriaal-Guinea · Fiji · Filipijnen · Finland · Frankrijk · Gabon · Gambia · Ghana · Grenada · Griekenland · Groot-Brittannië · Guatemala · Guinee · Guyana · Haïti · Honduras · Hongkong · Ierland · IJsland · India · Indonesië · Irak · Israël · Italië · Ivoorkust · Jamaica · Japan · Joegoslavië · Jordanië · Kaaimaneilanden · Kameroen · Kenia · Koeweit · Lesotho · Libanon · Liberia · Liechtenstein · Luxemburg · Madagaskar · Malawi · Maleisië · Mali · Malta · Marokko · Mauritanië · Mauritius · Mexico · Monaco · Mozambique · Nederland · Nederlandse Antillen · Nepal · Nicaragua · Nieuw-Zeeland · Niger · Nigeria · Noord-Jemen · Noorwegen · Oeganda · Oman · Oostenrijk · Pakistan · Panama · Papoea-Nieuw-Guinea · Paraguay · Peru · Portugal · Puerto Rico · Qatar · Roemenië · Rwanda · Salomonseilanden · Samoa · San Marino · Saoedi-Arabië · Senegal · Seychellen · Sierra Leone · Singapore · Soedan · Somalië · Spanje · Sri Lanka · Suriname · Swaziland · Syrië · Tanzania · Thailand · Togo · Tonga · Trinidad en Tobago · Tsjaad · Tunesië · Turkije · Uruguay · Venezuela · Verenigde Arabische Emiraten · Verenigde Staten · Zaïre · Zambia · Zimbabwe · Zuid-Korea · Zweden · Zwitserland